# Església de Santa Maria de Maó
L'Església de Santa Maria és un temple catòlic de la ciutat de Maó, a les Illes Balears, dedicada a Santa Maria.
A mitjan segle xiv s'hi va construir un primer temple, d'estil gòtic però de dimensions més reduïdes. Amb l’assalt de la ciutat sota el comandament del Barba-roja, l'edifici quedà molt danyat i el segle xviii un raig acabà per deteriorar-lo totalment. Fou reconstruïda entre 1748 i 1772 sota el govern britànic. L'interior amb una única nau amb volta de creueria és d'estil neogòtic, projectat per l'artista italià Giuseppe Chiesa. Al costat té diverses capelles dedicades a diferents sants. A l'exterior podem trobar una decoració molt senzilla d'estil neoclàssic, amb un campanar, i la porta principal d'estil gòtic que dona a una petita plaça tancada.
Compta amb un orgue monumental construït l'any 1809 pel mestre suís Johann Kyburz, resident a Barcelona, i inaugurat el 1810. Fa 15 metres d'alçada i 9 metres d'amplària. Té quatre teclats i 3006 tubs sonors, dels quals 197 són de fusta i la resta, de metall. En 1936, durant la Guerra Civil espanyola, va resultar prou danyat, i va ser restaurat per Salvador Aragonès, amb unes despeses de 200.000 pessetes, pagades per Ferran Rubió i Tudurí. De maig a octubre hi ha concerts tots els dies de dilluns a dissabte.
El 2020 es van restaurar les policromies de l'absis de princip del segle xix de les quals uns 80 per cent es van fer malbé després d'infiltracions d'aigua.